# Джон Пік (хокеїст на траві)
Джон Пік (англ. John Peake, 26 серпня 1924 — 30 березня 2022) — британський хокеїст на траві.
Срібний призер Олімпійських Ігор 1948 року.